# On a Roll
 "On a Roll" é uma canção da cantora norte-americana Miley Cyrus, sob o nome de "Ashley O". A canção foi destaque no terceiro e último episódio da quinta temporada da série de televisão de ficção científica Black Mirror, "Rachel, Jack e Ashley Too". O episódio foi ao ar em 5 de junho de 2019, e a música foi distribuída como single em 14 de junho de 2019 pela RCA Records e pela The Null Corporation. A faixa interpola elementos da música "Head Like a Hole" da banda de rock americana Nine Inch Nails, do álbum de estréia Pretty Hate Machine (1989). Portanto, "On a Roll" credita ao vocalista do Nine Inch Nails Trent Reznor como compositor, e foi produzido pelo trio de produção The Invisible Men. O lado B, "Right Where I Belong", é um remix da música Nine Inch Nails "Right Where It Belongs", do seu quarto álbum With Teeth (2005). Reznor supostamente aprovou as adaptações e, adicionalmente, lançou a mercadoria temática Black Mirror para coincidir com a exibição do episódio.

## Videoclipe
O videoclipe oficial de "On a Roll" foi lançado em 13 de junho de 2019, no canal oficial da Netflix no YouTube.

## Créditos
Créditos adaptados do Tidal.
- Miley Cyrus - vocais
- Chiara Hunter - vocais de fundo
- The Invisible Men - produção, engenheiros de mixagem
- Dylan Cooper - teclados, programação
- George Astasio - teclados, programação
- Jason Pebworth - teclados, programação
- Jon Shave - teclados, programação, engenharia de gravação
- Murray C. Anderson - engenharia de gravação
- Jethro Harris - assistente de engenharia